# 윌 그레고리
윌 그레고리(Will Gregory, 1959년 9월 17일 ~ )는 잉글랜드의 음악가, 음악 프로듀서이다. 일렉트로니카 음악 듀오 골드프랩의 리드 건반 악기 연주자, 프로듀서, 작곡가이다.